# Manuel Esclusa
'Manel Esclusa (n. 13 de abril de 1952), es un fotógrafo español que ejerce su trabajo en Cataluña.
Con catorce años ya se iniciaba en la fotografía en el laboratorio de su padre y en 1974 se trasladó a Arlés a realizar un curso internacional de fotografía con grandes maestros. En 1975 se convirtió en profesor en la «escuela Nikon» y en 1980 en el CIFB, Centro Internacional de Fotografía, de Barcelona.
Fundó en 1977 junto con Rafael Navarro Garralaga, Joan Fontcuberta y Pere Formiguera el grupo Alabern.
Su trabajo fotográfico se ha dedicado en gran medida a la fotografía de modas aunque desde 1979 ha estado investigando en las condiciones de luz nocturna, la ciudad en la noche y aspectos en niveles de escasa iluminación. Una de las exposiciones que han recorrido varios países es Aquariana, aunque otras de sus series más conocidas son Gits, Ahucs, Naus, Silepsis y Ubs de nit.
Su trabajo se encuentra en las colecciones de la Biblioteca Nacional de Francia, el Museo Réattu de Arlés y en el Museo Nacional de Arte de Cataluña.